# Pathfinder (groupe)
Pour les articles homonymes, voir Pathfinder.
Pathfinder est un groupe de power metal symphonique polonais, originaire de Poznań. Formé en 2006, il produit en 2008 une première démo The Begining, avant de sortir en 2010 leur premier album, Beyond the space, Beyond the time. Ils ont tourné avec Paul Di'Anno, ex chanteur d'Iron Maiden pour la promotion de leur démo. Sur leur premier album on peut entendre Roberto Tiranti de Labyrinth, Bob Katsionis de Firewind, ainsi que Matias Kupiainen de Stratovarius.

## Biographie

### Débuts (2006–2009)
Pathfinder est formé en 2006 à Poznań, en Pologne, en 2006 par le bassiste et compositeur Arkadiusz E. Ruth et le guitariste Karol Mania qui s'inspirent de musique classique, de musique de films, et de tous les genres dérivés du heavy metal. Après la formation du groupe, les membres fondateurs se lancent dans la compositions de chansons originales et recherchent d'autres musiciens. En 2007, la formation se complète avec l'arrivée du guitariste Gunsen, du chanteur Simon Kostro, du claviériste Slavomir Belak, et du batteur Kamil Ruth. La même année, le groupe enregistre sa première démo, l'éponyme Pathfinder.
2008 assiste à la sortie du démo CD quatre titres intitulé The Beginning, bien accueilli par la presse spécialisée. Le groupe tourne ensuite à plusieurs festivals en Pologne. Avec le succès de The Beginning, en 2009, le groupe tourne avec Paul Di'Anno (ex-Iron Maiden) et Thunderbolt.

### Beyond the Space, Beyond the Time(2009–2011)
En 2009, Pathfinder commence à s'associer avec le producteur et ingénieur-son Mariusz Pietka du MP Studio à Czestochowa. Iic, le groupe commence son premier album. Au studio, le groupe se joint à divers musiciens, comme les chanteurs Roberto Tiranti (Labyrinth), Bob Katsionis (Firewind), Matias Kupiainen (Stratovarius), et la soprano Agata Lejba-Migdalska, qui les accompagnait à leurs débuts.
En 2009, Pathfinder publie une reprise indépendante de la chanson Moonlight Shadow de Mike Oldfield sur YouTube. Leurs travaux en studio donnent naissance au premier album de Pathfinder, Beyond the Space, Beyond the Time publié le 14 avril 2010 en Asie chez Radtone Records et ensuite, en 2011, à l'international chez Sonic Attack Records. Le premier clip du groupe, pour la chanson Lord of Wolves extraite de Beyond The Space, Beyond The Time, est publié le 15 mars 2011.

### Fifth Element(depuis 2011)
Au début de 2011, le batteur Kamil Ruth quitte le groupe, et est remplacé par Kacper « Drum Kid » Stachowiak. En décembre 2011, Pathfinder annonce avoir terminé tous les morceaux pour la sortie d'un deuxième album, qui continue dans la lignée lyrique de Beyond the Space, Beyond the Time. Le 21 mars 2012, Pathfinder révèle le titre de son deuxième opus, Fifth Element et annonce les dates asiatiques et internationales (23 et 26 mai, respectivement). En mai 2012, Pathfinder annonce un le tournage du clip pour la chanson Fifth Element, et sa sortie pour août ou septembre 2012. Le 23 mai 2012, le deuxième album de Pathfinder, Fifth Element, est publié en Asie (chez Avalon Sounds), et à l'international le 26 mai (through Sonic Attack Records). L'album comprend treize chansons, dont une en bonus sur la version européenne Spartakus and the Sun beneath the Sea (cover song) et sur la version japonaise If I Could Turn Back Time (Cher cover).
Entre la fin de mai et le début de juin, Pathfinder continue de tourner des chansons extraites de Fifth Element. Le 25 mars 2013, le groupe annonce le départ de Simon Kostro. Le groupe se terre dans le silence avant d'annoncer une tournée européenne pour décembre 2015.

## Membres

### Membres actuels
- Arkadiusz E. Ruth – basse (depuis 2006)
- Karol Mania – guitare (depuis 2006)
- Krzysztof « Gunsen » Elzanowski – guitare  (depuis 2007)
- Kacper Stachowiak – percussions (depuis 2011)
- Bartosz Ogrodowicz - claviers (depuis 2012)
- Primal Alley - chant (depuis 2014)

### Anciens membres
- Szymon Kostro – chant (2007–2013)
- Sławomir Belak - claviers (2006-2012)
- Kamil Ruth – percussions (2006-2011)

## Discographie

### Singles
- 2010 : Moonlight Shadow

### Démos
- 2008 : The Beginning